# تلماکو روجری
تِلـِماکو روجری (ایتالیایی: Telemaco Ruggeri؛ ‏ ۱۵ سپتامبر ۱۸۷۶ – ۱۵ اکتبر ۱۹۵۷) بازیگر و کارگردان فیلم اهل ایتالیا در دوران فیلم‌های صامت بود.
از فیلم‌هایی که وی در آن‌ها نقش داشته‌است، می‌توان به مراقب آملیا باش اشاره نمود.